# كارمين كونسيويلو سيريزو
كارمين كونسيويلو سيريزو (بالإنجليزية: Carmen Consuelo Cerezo) هي قاضية ومحامية أمريكية، ولدت في 1940 في سان خوان في الولايات المتحدة.